# Margaret Parker
Margaret Adele Parker, po mężu Koscik (ur. 30 czerwca 1949) – australijska lekkoatletka, oszczepniczka, mistrzyni igrzysk Imperium Brytyjskiego i Wspólnoty Brytyjskiej.

## Kariera sportowa
Zdobyła złoty medal w rzucie oszczepem (wyprzedzając swą koleżankę z reprezentacji Australii Annę Bocson i Kanadyjkę Jay Dahlgren) na igrzyskach Imperium Brytyjskiego i Wspólnoty Brytyjskiej w 1966 w Kingston. Była to jedyna duża impreza międzynarodowa, na której startowała.
Była wicemistrzynią Australii w rzucie oszczepem w 1965/1966 i 1971/1972, a w kategorii juniorów mistrzynią w 1965/1966 oraz wicemistrzynią w 1964/1965 i 1966/1967.

## Rodzina
Jej mężem jest Sig Koscik, były australijski oszczepnik.